# Bis(trifenylfosfin)chlorid platnatý
Bis(trifenylfosfin)chlorid platnatý je komplexní sloučenina se vzorcem PtCl2[P(C6H5)3]2; může existovat jako cis- i trans izomer. Cis izomer je bílá krystalická látka, trans izomer má žluté zbarvení.
Oba izomery mají rovinné čtvercové geometrie; cis izomer se používá převážně na přípravu dalších sloučenin platiny.

## Příprava
Cis-bis(trifenylfosfin)chlorid platnatý se připravuje zahříváním roztoku platnatých chloridů, například tetrachloroplatnatanu draselného s trifenylfosfinem:
K2PtCl4 + 2 PPh3 → cis-Pt(PPh3)2Cl2 + 2 KCl
Trans izomer lze získat reakcí trichloro(ethylen)platnatanu draselného (Zeiseho soli) s trifenylfosfinem:
KPt(C2H4)Cl3 + 2 PPh3 → trans-Pt(PPh3)2Cl2 + KCl + C2H4
Při zahřívání nebo za přítomnosti nadbytku PPh3 se trans izomer mění na cis komplex, který je termodynamickým produktem, protože trifenylfosfinový ligand vytváří silný trans efekt.
U cis-bis(trifenylfosfin)chloridu platnatého je průměrná délka vazeb Pt-P 226,1 pm a průměrná délka vazeb Pt-Cl 234,6 pm.
Trans izomer má vazby Pt-P o délkách 231,6 pm a vazby Pt-Cl p délkách 230,0 pm.
U tohoto komplexu také dochází k fotoizomerizaci.